# DJ BoBo
DJ BoBo, eredeti nevén René Baumann (Kölliken, Aargau kanton, 1968. január 5. –) svájci énekes, dalszövegíró, táncos és zenei producer.

## Diszkográfia

### Albumok
- 1993 Dance with Me
- 1994 There Is a Party
- 1995 Just for You
- 1996 World in Motion
- 1998 Magic
- 1999 The Ultimate Megamix '99
- 1999 Level 6
- 1999 The Remixes
- 2001 Planet Colors
- 2002 Celebration
- 2003 Visions
- 2003 Live in Concert
- 2005 Pirates of Dance
- 2006 Greatest Hits
- 2006 Sweet Christmas
- 2007 Vampires
- 2008 Olé Olé - The Party
- 2010 Fantasy
- 2011 Dancing Las Vegas
- 2013 Reloaded
- 2014 Circus
- 2016 Mystorial
- 2018 KaleudoLuna
- 2020 Remixes & Unreleased Tracks
- 2022 Evolut30n